# ぶっコギ!
『ぶっコギ！』 は、2006年10月3日から2007年9月25日まで日本テレビ、BS日テレで放送されていた深夜バラエティ番組である。お笑いコンビ・さまぁ〜ずとタレント・ほしのあきが司会を務め、自転車に関連した企画に挑んだ。

## 番組概要
「ペダルをこいだ先には幸せがある」をコンセプトに展開される「自転車HAPPY LIFEサポートバラエティ！」（公式サイトの番組紹介より）。当初は「さまぁ〜ずファンド」「サバツー・ザ・シェフ」「ぶっコギ！生発電」の3コーナーで番組を構成していたが、第25回で「ぶっコギ！生発電」が終了し、第26回より新コーナー「キャッチtheモモ太郎」が始まった。
競輪を統括する当時の特殊法人日本自転車振興会（現・財団法人JKA）の単独提供番組であり、提供クレジットは「KEIRIN」となっていた。

## 出演者

### 司会
- さまぁ〜ず（大竹一樹・三村マサカズ）
- ほしのあき

### 「さまぁ〜ずファンド」出演
- つぶやきシロー … サイクリングミュージック大品評会、全国ゴミ袋 神経衰弱 選手権
- 細山貴嶺 … サイクリングミュージック大品評会、全国ゴミ袋 神経衰弱 選手権
- 千秋 … サイクリングミュージック大品評会
- 小嶋敬二 … サイクリングミュージック大品評会
- 斎藤洋介 … 合コンゲーム、酒と缶詰のベストカップル成立させまSHOW、肉まんシーン品評会
- 小阪由佳 … 合コンゲーム
- 杏さゆり … 合コンゲーム
- さだ（構成作家） … 合コンゲーム
- 入江慎也（カラテカ） … 合コンゲーム
- 高木美保 … 酒と缶詰のベストカップル成立させまSHOW
- 湯浅卓 … 全国ゴミ袋 神経衰弱 選手権
- イジリー岡田 … 肉まんシーン品評会
- かとうけんいち … 肉まんシーン品評会
- 奈美悦子 … 焼き肉ババ抜き
- 吉田照美 … 嗅ぐ気マンマン万葉臭
- 光浦靖子 … 嗅ぐ気マンマン万葉臭
- 設楽統（バナナマン） … おいしいヒゲ HOW MUCH？
- 日村勇紀（バナナマン） … おいしいヒゲ HOW MUCH？
- 堤下敦（インパルス） … 堤下と遊ぼう!

### 「サバツー・ザ・シェフ」出演
審判助手
田代さやか
エンジェル
- 1stシーズン：安田久（株式会社エイチ・ワイ・ジャパン代表取締役）
- 2ndシーズン：文野直樹（イートアンド株式会社代表取締役）

挑戦者
- 1stシーズン：パンチ（林雄大）（ミスマッチグルメ）
- 1stシーズン：三浦友加（サンゴ礁）
- 2ndシーズン：森直樹（ヤマモリ）
- 2ndシーズン：吉間洋平（バロン）

### 「ぶっコギ生発電」出演
ぶっコギ生発電ガール
| - 相澤仁美 - MUH〜 - 堀井美月 - 浜田翔子 - 森下悠里 - 木口亜矢 - ハレンチ☆パンチ - 南明奈 - 鈴木礼央奈 | - 桜井桃花 - 夏目理緒 - 姫宮なぎさ - 松金洋子 - 安藤あいか - 美央 - 石川真琴 - 後藤夏実 - 早美あい | - ちゃーみーくいーん - 崎田まや - Erina - 芝田翔生子 - 愛川ゆず季 - 大友さゆり - ほしのあき （以上、登場順 ） |

### 「キャッチtheモモ太郎」出演
モモ太郎（毎回現役競輪選手が「モモ太郎」として登場する）
| - 小嶋敬二 - 長塚智広 - 藤田竜矢 - 平原康多 - 渡邉一成 - 佐藤友和 - 佐藤慎太郎 - 中村一将 - 稲垣裕之 | - 山崎芳仁 - 金成和幸 - 矢口啓一郎 - 加藤慎平 - 前田拓也 - 小野俊之 - テオ・ボス （以上、登場順 ） |

## 「さまぁ〜ずファンド」
番組のメインとなるコーナーで、資本金100万円を手に「パリでカフェオレ」を目指し、様々な企画を行う。番組スタッフが『スーパーマリオブラザーズ』のマリオに扮し、コーナーによっては司会を務めたり、「さまぁ〜ず対決企画」では三村チームと大竹チームに分かれて参加した。BGMや効果音にスーパーマリオの音がよく使用された。

### 企画会議
第1回企画会議
珍商売や新商品のアイディアを出していくコーナー。行き詰まると話が脱線する。
ガチャガチャ企画会議
株式会社ユージンにて、企画部の社員を交えてアイディアを出していく。この会議によって「ネタガチャ」の発売が実現した。

### ビジネス企画
移動ガチャガチャ（通称「ネタガチャ」）
合コンゲームを様々な分野の人達から提供してもらい、実際にやってみて使えそうなネタを『ネタガチャ』に採用した。番組内で実際に商品化したものをさまぁ〜ずとほしのあきにより街頭販売が行われた。
アメリカンBBQインストラクター取得
芸能人初となるバーベキュー（BBQ）初級インストラクター試験に挑戦した。
ところてん新開発プロジェクト
「ほしのあきのオッパイに近いモノを探そう」で発見したところてんの感触を利用した商品を開発する企画。

### 食べまくり企画
駄菓子
駄菓子1万円分を大人食いしようと購入し、さまぁ〜ずと番組スタッフが食べる企画。「必要な分の撮影が出来た」としてロケは終了した為、その日のうちに全て食べたかどうかは不明。
インスタントラーメン
全国各地のインスタントラーメンを味ごとに食べ比べる。
レトルトカレー
牛、豚、鳥、獣など具のジャンルに分けたレトルトカレーを食べ比べる。
焼肉ババ抜き
牛の部位が書かれたカードでババ抜きをして、カードが揃えばそこに書かれた肉が食べられるという企画。中に1枚あるババを引くとその時点で罰ゲームとなり、ババ抜きに負けた人は更に罰ゲームを受ける。

### さまぁ〜ず対決企画
「ほしのあきのオッパイに近いモノを探そう」
「企画会議」でほしのあきのオッパイを使ってビジネスが出来ないか検討して生まれた、「本物に近い物」を探してアイディアを生み出そうとする企画。「本物に近い物」は視聴者から募集し、その中からさまぁ〜ずが選んでプレゼンする。
「サイクリングミュージック大品評会」
自転車に乗った様々なシチュエーションに合う音楽をさまぁ〜ずがプレゼンする企画。
酒と缶詰のベストカップル成立させまSHOW
ビール、ワイン、焼酎などの酒に合う缶詰をさまぁ〜ずがプレゼンする企画。
「ホンモノはドイツだ」
ドイツに関連した問題をさまぁ〜ずが出し合う企画。
「肉まんシーン品評会」
肉まんが好きなゲストに合った肉まんの食べ方とその場に合った音楽をさまぁ〜ずがプレゼンする企画。
「嗅ぐ気マンマン万葉臭」
ニオイを表現しにくい物をさまぁ〜ずが俳句で答えていく企画。「テルミーのぶっコギ!レイディオ」という、ラジオ番組のような形で行われた。
「おいしいヒゲを作りましょう!!」
企画「ホンモノはドイツだ」の賞品のスルメで作ったヒゲを超える美味しいヒゲを作る企画。朝・昼・夜のシチュエーションで飲む飲み物に合った食材のヒゲをプレゼンした。

### その他の対決企画
全国ゴミ袋神経衰弱選手権
全国各地のゴミ袋を使って神経衰弱を行う企画。「ぶっコギ!チーム」（さまぁ〜ず、ほしのあき）対「ちょいエコチーム」で行われた。

### ゲストと遊ぼう
堤下と遊ぼう！
趣味の無いさまぁ〜ずとほしのあきにインパルスの堤下がマイハマリ（趣味）を遊びながら教える企画。

## 「サバツー・ザ・シェフ」
料理自慢の二人の芸人が本気で料理対決をするコーナーで、「サバツー」とは「サバイバルツーリング」の略。食材は現地で調達し、移動は自転車を使用。審査は毎回のテーマに関わる現地の人が行う。各シーズンは最大5回戦行われ、先に3勝した芸人が「エンジェルジャッジ」を受けられる。
「エンジェルジャッジ」では自分の店をオープンする出資金を「エンジェル」から得る為に、エンジェルに自分の料理を食べてもらい、判定をしてもらう。さまぁ〜ずとほしのあきも試食する。1stシーズンでは「エンジェルジャッジ」で判定しかねたエンジェルが、「エンジェルチャンス」としてエンジェルの店にその料理を期間限定で発売させた。
- 1stシーズン：舞台は三浦半島。
- 2ndシーズン：舞台は房総半島。料理のテーマは中華。

## 「ぶっコギ！生発電」
自転車のペダルをこぐ一般参加者（通称「Pボーイ」）が発電機と連動させた自転車をこいで、暗いボックスの中にいる「ぶっコギ生発電ガール」と称する女性アイドルに照明を点けるコーナー。ペダルをこぐ制限時間は30秒。
こぎ終わったPボーイへのご褒美として、アイドルが素手で取り分けたリッツ、カール、パイの実、ゆでたまご（全て、あまり水分を含んでいないものである）を食べさせ感想を聞く（一度、「おいしい」と言うコメントが聞き取れず、大竹に「ボイフー」といじられたことがある）。
- 第25回のコーナー最後の放送ではPボーイに競輪選手の小嶋敬二、ぶっコギ生発電ガールに番組レギュラーのほしのあきが登場した。

- Pボーイとして2度登場した「かとうけんいち」という人物が「肉まんシーン品評会」にゲストで登場した。
- Pボーイが自転車をこぐ前に大竹が「アイドルをオカズにメシ何杯喰えますか？」と質問をするが、メシが何なのかは不明である。

## 「キャッチtheモモ太郎」
太モモがパンパンの「モモ太郎」（競輪選手）にさまぁ〜ずがキャッチフレーズを考えるコーナー。ほしのあきが司会を務め、このコーナーのみさまぁ〜ずがフルネームで呼ばれる。コーナーの決まったセットは無く、腹キュン!大飯店のセットを何度か使用した。キャッチフレーズはモモ太郎にちなんだテーマで考えるが、基本的にはさまぁ〜ずの大喜利で、三村が真面目な回答をすると番組スタッフのリアクションが薄い。

## 備考
- 火曜日に日本テレビで先に放送された内容が、同じ週の土曜日にBS日テレで放送されていた。
- 何故かナレーションが終始上に立った物言いである。

## 主題歌
エンディングテーマ
茉奈 佳奈『Fighting Girl』

## スタッフ
- ナレーター：水島裕→小倉淳
- 構成作家：金森匠、ヒロハラノブヒコ、佐藤俊明、たかはC、ゴージャス染谷、寺坂直毅、ポール大熊
- ロケ技術：NiTRo
- 編集・MA：e-naスタジオ
- タイムキーパー：丸山茜
- 音効：井上研一（KRエンタープライズ）
- 美術：日テレアート
- 制作協力：Fact
- ディレクター：斉藤カツオ、田中竜登、福元洋之、花輪和伯、ヒサナリ、問山幸子（AD問山）、平林淳、島田健作
- 演出：田中久也
- プロデューサー：柳岡秀一、チャーリー小林、成瀬広靖
- 演出・プロデューサー：金田有浩
- チーフプロデューサー：梅原幹
- 製作著作：日本テレビ